# Bolgar (Burgwall)

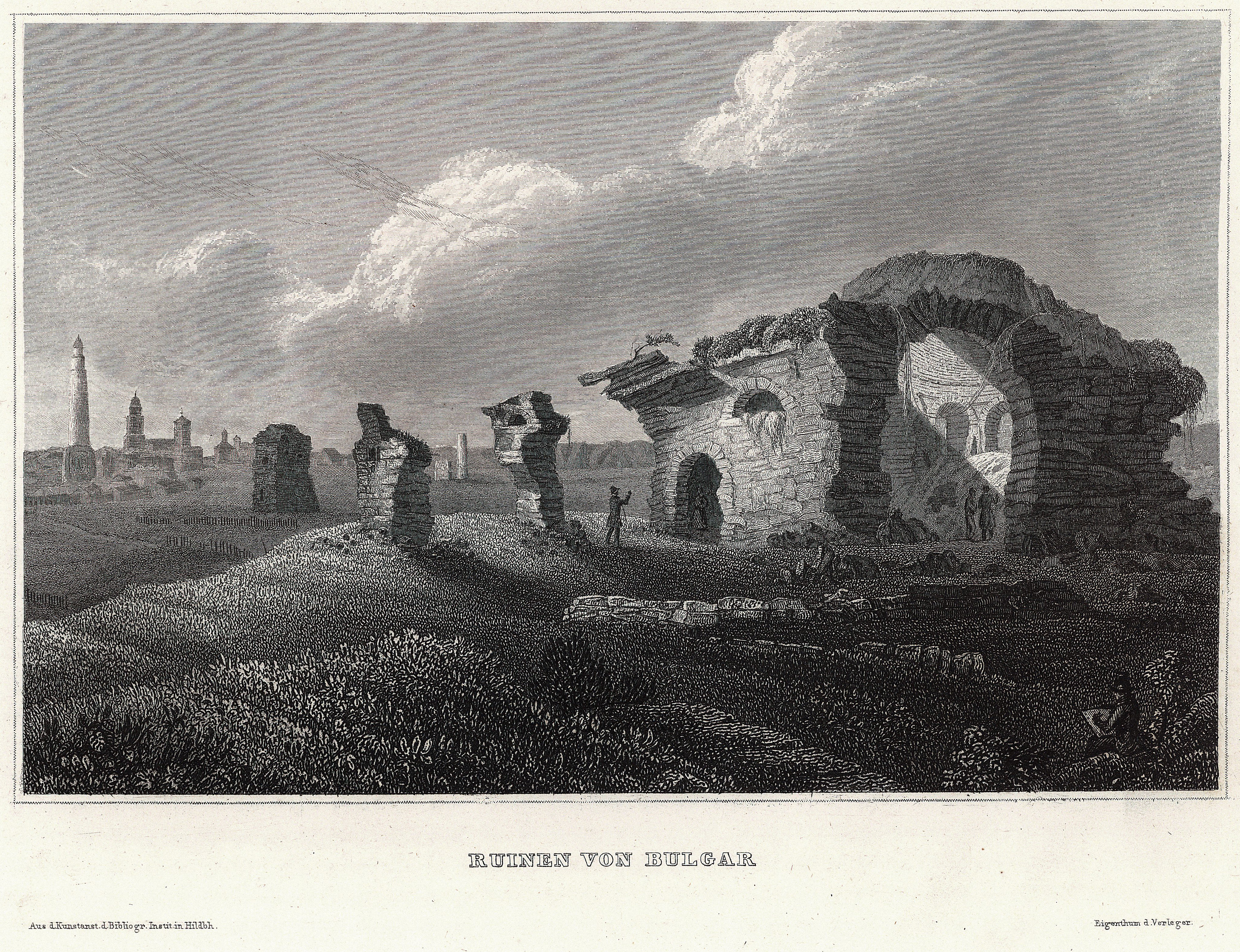
Reste der Burganlage um 1860

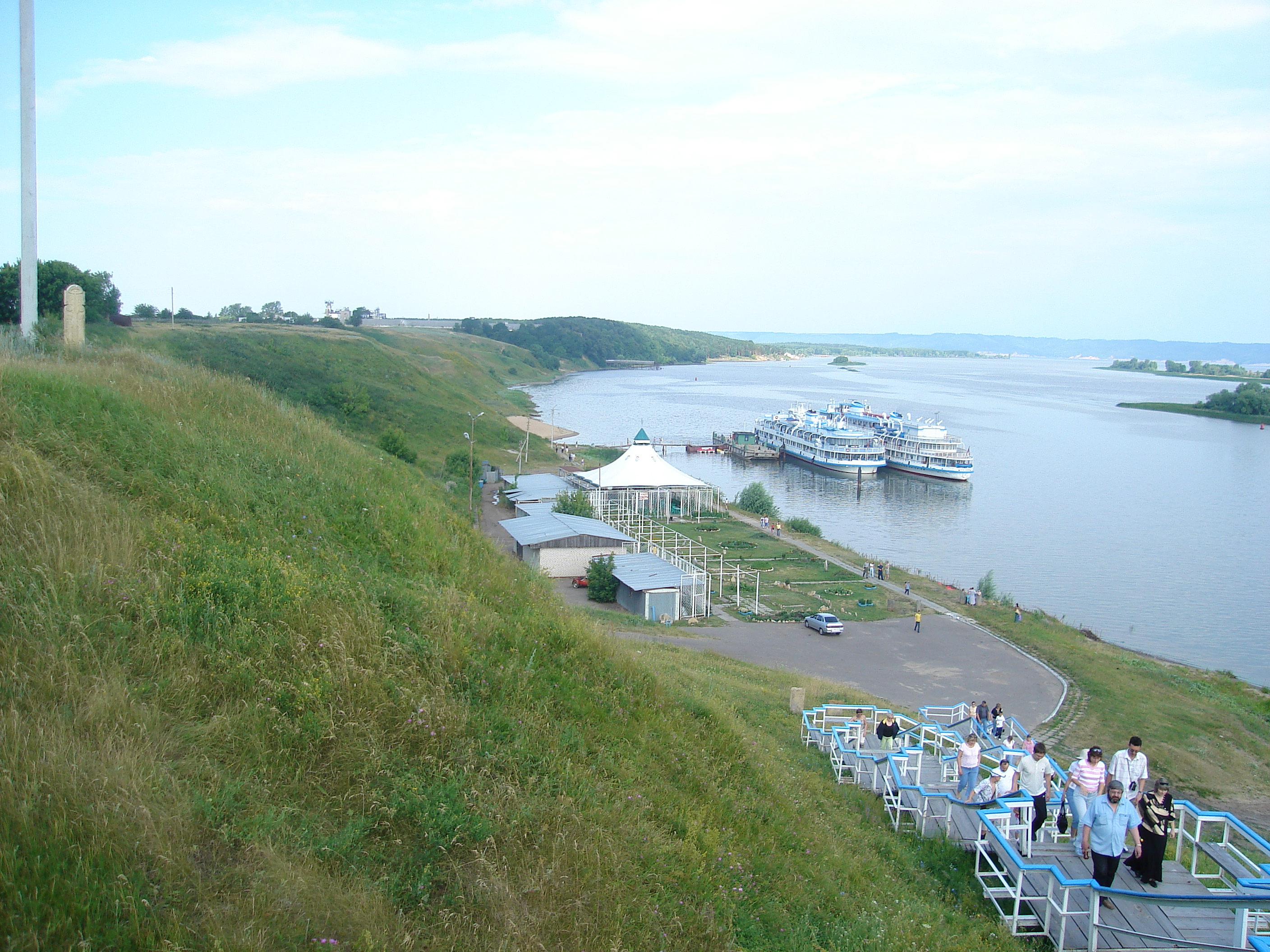
Wolgaufer bei Bolgar

Bolgar (auch Bolghar, Bulghar; russisch Болгар; tatarisch Болгар/Bolğar), heute ein Burgwall am Ufer der Wolga im Rajon Spassk der Republik Tatarstan in Russland, war seit dem 10. Jahrhundert die Hauptburg des Stammesverbandes der Wolgabulgaren, die Anfänge der Burg gehen wahrscheinlich in das 9. Jahrhundert zurück. Der gesamte historische und archäologische Komplex gehört seit 2014 zum UNESCO-Weltkulturerbe.

## Lage
Reste der Burganlage, der heutige Burgwall, befinden sich in dem Dorf Bolgar, das an der Wolga rund 30 Kilometer südlich der Kama-Mündung liegt.

## Geschichte
Bolgar war seit dem 10. Jahrhundert die Hauptburg des Stammesverbandes der Wolgabulgaren. Die Wolgabulgaren, auch Kamabulgaren genannt, die sich als namensgebende Gruppe turko-tatarischer Herkunft mit finnischen und ostslawischen Gruppen zum Stammesverband zusammenschlossen, sind ab dem 10. Jahrhundert in arabischen Quellen belegt.
Die Anfänge der Burg Bolgar gehen wahrscheinlich in das 9. Jahrhundert zurück, doch ist diese Annahme in der archäologischen Forschung umstritten. Die Anlage des 10. bis 12. Jahrhunderts war sehr viel kleiner als es der heutige Burgwall vermuten lässt. Vor allem der dreiecksförmige Wall des 13. bis 14. Jahrhunderts lieferte reiche Funde, aus dieser Zeit sind laut Klaus Zernack „Monumentalbauten, größere Handwerksproduktionsstätten und Wohngebäude“ nachgewiesen. Die Forschung nimmt jedoch schon für das 10. Jahrhundert aufgrund der günstigen Lage Bolgar als einen Ort mit starker händlerischer und gewerblicher Tätigkeit an, der sich von dem halbnomadischen Leben des Umlandes sehr unterscheidet. Zeitgenössische arabische Quellen etwa berichten über den Handel in Bolgar, ebenfalls sind Fernhandelsbeziehungen über die Wolga nach dem Orient, Byzanz und in die Rus durch Funde belegt.
Eigene Münzprägungen der Fürsten von Bolgar zeugen von der Handelskraft Bolgars. Nachahmungen des arabischen Dirhem wurden im 10. Jahrhundert in Bolgar im Namen verschiedener Fürsten nachweislich in Umlauf gebracht. Diese Münzen sind häufig in skandinavischen Münzfunden der Wikingerzeit enthalten; es werden 40 schwedische Schatzfunde, darunter Kastlösa, Ksp. Kastlösa, Öland mit 16–20 Exemplaren, angegeben.
Russische Kaufleute kamen zum Handeln bis in die Hauptburg der Wolgabulgaren, wahrscheinlich gab es eine Handelskolonie der Rus in Bolgar. Sämtliche Versuche seitens der Slawen, während des 11. 12. und frühen 13. Jahrhundert die Wolgabulgaren zu unterwerfen, hingegen sind gescheitert. Das Land der Wolgabulgaren behielt bis zum Tatarensturm seine Unabhängigkeit. Der Einfall der Tataren geriet den Wolgabulgaren dabei weniger zum Nachteil. Bolgar erlebte seine Blütezeit – im Gegensatz zu den benachbarten Städten der Rus – erst während der Herrschaft der Goldenen Horde im 13. und 14. Jahrhundert.

## Anlage
Das heutige Dorf Bolgar steht innerhalb der noch großenteils erhaltenen Walllinien des alten Bolgar der Wolgabulgaren. Von der ehemaligen Hauptburg haben sich noch Türme und Mauerreste erhalten.